# Mistrovství světa v rallye 2009
Mistrovství světa v rallye 2009 je název šampionátu z roku 2009. Zvítězil v něm Sebastien Loeb s vozem Citroën C4 WRC. Titul mezi týmy vyhrál Citroën Sport.

## Rally Ireland 2009
1. Sebastien Loeb, Daniel Elena - Citroën C4 WRC
2. Daniel Sordo, Marc Marti - Citroën C4 WRC
3. Mikko Hirvonen, Jarmo Lehtinen - Ford Focus RS WRC '08
4. Henning Solberg, Cato Menkerud - Ford Focus RS WRC '08
5. Chris Atkinson, Stéphane Prévot - Citroën C4 WRC
6. Sebastien Ogier, Julien Ingrassia - Citroën C4 WRC
7. Matthew Wilson, Scott Martin - Ford Focus RS WRC '08
8. Khalid Al-Qassimi, Michael Orr - Ford Focus RS WRC '08
9. Eamonn Boland, Damien Morrissey - Subaru Impreza WRC '07
10. Urmo Aava, Kuldar Sikk - Ford Focus RS WRC '08

## Rally Norway 2009
1. Sebastien Loeb, Daniel Elena - Citroën C4 WRC
2. Mikko Hirvonen, Jarmo Lehtinen - Ford Focus RS WRC '08
3. Jari-Matti Latvala, Miikka Antiila - Ford Focus RS WRC '08
4. Henning Solberg, Cato Menkerud - Ford Focus RS WRC '08
5. Daniel Sordo, Marc Marti - Citroën C4 WRC
6. Petter Solberg, Phil Mills - Citroën Xsara WRC
7. Matthew Wilson, Scott Martin - Ford Focus RS WRC '08
8. Urmo Aava, Kuldar Sikk - Ford Focus RS WRC '08
9. Mads Ostberg, Ole Kristian Unnerud - Subaru Impreza WRC '08
10. Sebastien Ogier, Julien Ingrassia - Citroën C4 WRC

## FxPro Cyprus Rally 2009
1. Sebastien Loeb, Daniel Elena - Citroën C4 WRC
2. Mikko Hirvonen, Jarmo Lehtinen - Ford Focus RS WRC '08
3. Petter Solberg, Phil Mills - Citroën Xsara WRC
4. Daniel Sordo, Marc Marti - Citroën C4 WRC
5. Matthew Wilson, Scott Martin - Ford Focus RS WRC '08
6. Conrad Rauntenbach, Daniel Barritt - Citroën C4 WRC
7. Federico Villagra, Jorge Perez Companc - Ford Focus RS WRC '07
8. Khalid Al-Qassimi, Michael Orr - Ford Focus RS WRC '08
9. Patrik Sandell, Emil Axelsson - Škoda Fabia S2000
10. Armindo Araújo, Miguel Ramalho - Mitsubishi Lancer Evo IX

## Vodafone Rally de Portugal 2009
1. Sebastien Loeb, Daniel Elena - Citroën C4 WRC
2. Mikko Hirvonen, Jarmo Lehtinen - Ford Focus RS WRC '08
3. Daniel Sordo, Marc Marti - Citroën C4 WRC
4. Petter Solberg, Phil Mills - Citroën Xsara WRC
5. Henning Solberg, Cato Menkerud - Ford Focus RS WRC '08
6. Mads Ostberg, Ole Kristian Unnerud - Subaru Impreza WRC '08
7. Federico Villagra, Jorge Perez Companc - Ford Focus RS WRC '07
8. Khalid Al-Qassimi, Michael Orr - Ford Focus RS WRC '08
9. Armindo Araújo, Micguel Ramalho - Mitsubishi Lancer Evo IX
10. Martin Prokop, Jan Tománek - Mitsubishi Lancer Evo IX

## Rally Argentina 2009
1. Sebastien Loeb, Daniel Elena - Citroën C4 WRC
2. Daniel Sordo, Marc Marti - Citroën C4 WRC
3. Henning Solberg, Cato Menkerud - Ford Focus RS WRC '08
4. Federico Villagra, Jorge Perez Companc - Ford Focus RS WRC '07
5. Matthew Wilson, Scott Martin - Ford Focus RS WRC '08
6. Jari-Matti Latvala, Miikka Antiila - Ford Focus RS WRC '08
7. Sebastien Ogier, Julien Ingrassia - Citroën C4 WRC
8. Nasser Al-Attiyah, Giovanni Bernacchini - Subaru Impreza STi N14
9. Juan Menuel Marchetto, José Diaz - Mitsubishi Lancer Evo IX
10. Marcos Ligato, Ruben Garcia - Mitsubishi Lancer Evo X

## Rally d'Italia Sardegna 2009
1. Jari-Matti Latvala, Miikka Antiila - Ford Focus RS WRC '08
2. Mikko Hirvonen, Jarmo Lehtinen - Ford Focus RS WRC '09
3. Petter Solberg, Phil Mills - Citroën Xsara WRC
4. Sebastien Loeb, Daniel Elena - Citroën C4 WRC
5. Evgeniy Novikov, Dale Moscatt - Citroën C4 WRC
6. Matthew Wilson, Scott Martin - Ford Focus RS WRC '08
7. Mads Ostberg, Veronica Engan - Subaru Impreza WRC '08
8. Henning Solberg, Cato Menkerud - Ford Focus RS WRC '08
9. Nasser Al-Attiyah, Giovanni Barnacchini - Subaru Impreza STi N14
10. Patrik Sandell, Emil Axelsson - Škoda Fabia S2000

## Acropolis Rally of Greece 2009
1. Mikko Hirvonen, Jarmo Lehtinen - Ford Focus RS WRC '09
2. Sebastien Ogier, Julien Ingrassia - Citroën C4 WRC
3. Jari-Matti Latvala, Miikka Antiila - Ford Focus RS WRC '09
4. Federico Villagra, José Diaz - Ford Focus RS WRC '07
5. Conrad Rauntenbach, Daniel Barritt - Citroën C4 WRC
6. Khalid Al-Qassimi, Michael Orr - Ford Focus RS WRC '08
7. Mads Ostberg, Jonas Andersson - Subaru Impreza WRC '08
8. Lambros Athanassoulas, Nikolaos Zakheos - Škoda Fabia S2000
9. Armindo Araújo, Miguel Ramalho - Mitsubishi Lancer Evo IX
10. Toshihiro Arai, Glenn MacNeall - Subaru Impreza STi N14

## Rally Poland 2009
1. Mikko Hirvonen, Jarmo Lehtinen - Ford Focus RS WRC '09
2. Daniel Sordo, Marc Marti - Citroën C4 WRC
3. Henning Solberg, Cato Menkerud - Ford Focus RS WRC '08
4. Petter Solberg, Phil Mills - Citroën Xsara WRC
5. Matthew Wilson, Scott Martin - Ford Focus RS WRC '08
6. Krzysztof Holowczyc, Lukasz Kurzeja - Ford Focus RS WRC '08
7. Sebastien Loeb, Daniel Elena - Citroën C4 WRC
8. Conrad Rauntenbach, Daniel Barritt - Citroën C4 WRC
9. Evgeniy Novikov, Date Moscatt - Citroën C4 WRC
10. Michal Bebenek, Grgezorz Bebenek - Mitsubishi Lancer Evo IX

## Neste Oil Rally Finland 2009
1. Mikko Hirvonen, Jarmo Lehtinen - Ford Focus RS WRC '09
2. Sebastien Loeb, Daniel Elena - Citroën C4 WRC
3. Jari-Matti Latvala, Miikka Antiila - Ford Focus RS WRC '09
4. Daniel Sordo, Marc Marti - Citroën C4 WRC
5. Matti Rantanen, Mikko Lukka - Ford Focus RS WRC '08
6. Sebastien Ogier, Julien Ingrassia - Citroën C4 WRC
7. Jari Ketomaa, Mika Stenberg - Subaru Impreza WRC '07
8. Matthew Wilson, Scott Martin - Ford Focus RS WRC '08
9. Khalid Al-Qassimi, Michael Orr - Ford Focus RS WRC '08
10. Juho Hänninen, Mikko Markkula - Škoda Fabia S2000

## Repco Rally Australia 2009
1. Mikko Hirvonen, Jarmo Lehtinen - Ford Focus RS WRC '09
2. Sebastien Loeb, Daniel Elena - Citroën C4 WRC
3. Daniel Sordo, Marc Marti - Citroën C4 WRC
4. Jari-Matti Latvala, Miikka Antiila - Ford Focus RS WRC '09
5. Sebastien Ogier, Julien Ingrassia - Citroën C4 WRC
6. Matthew Wilson, Scott Martin - Ford Focus RS WRC '08
7. Henning Solberg, Cato Menkerud - Ford Focus RS WRC '08
8. Federico Villagra, Jorge Perez Companc - Ford Focus RS WRC '08
9. Hayden Paddon, John Kennard - Mitsubishi Lancer Evo IX
10. Martin Prokop, Jan Tománek - Mitsubishi Lancer Evo IX

## Rally RACC Catalunya 2009
1. Sebastien Loeb, Daniel Elena - Citroën C4 WRC
2. Daniel Sordo, Marc Marti - Citroën C4 WRC
3. Mikko Hirvonen, Jarmo Lehtinen - Ford Focus RS WRC '09
4. Petter Solberg, Phil Mills - Citroën C4 WRC
5. Sebastien Ogier, Julien Ingrassia - Citroën C4 WRC
6. Jari-Matti Latvala, Miikka Antiila - Ford Focus RS WRC '09
7. Matthew Wilson, Scott Martin - Ford Focus RS WRC '08
8. Federico Villagra, Jorge Perez Companc - Ford Focus RS WRC '08
9. Henning Solberg, Cato Menkerud - Ford Focus RS WRC '08
10. Dany Snobeck, Gilles Mondesir - Peugeot 307 WRC

## Rally of Great Britain 2009
1. Sebastien Loeb, Daniel Elena - Citroën C4 WRC
2. Mikko Hirvonen, Jarmo Lehtinen - Ford Focus RS WRC '09
3. Daniel Sordo, Marc Marti - Citroën C4 WRC
4. Petter Solberg, Phil Mills - Citroën C4 WRC
5. Henning Solberg, Cato Menkerud - Ford Focus RS WRC '08
6. Matthew Wilson, Scott Martin - Ford Focus RS WRC '08
7. Jari-Matti Latvala, Miikka Antiila - Ford Focus RS WRC '09
8. Conrad Rauntenbach, Daniel Barritt - Citroën C4 WRC
9. Armindo Araújo, Miguel Ramalho - Mitsubishi Lancer Evo X
10. Martin Prokop, Jan Tománek - Mitsubishi Lancer Evo IX

## Celkové pořadí

### Jezdci
1. Sebastien Loeb, Daniel Elena - Citroën C4 WRC - 93 bodů
2. Mikko Hirvonen, Jarmo Lehtinen - Ford Focus RS WRC '09 - 92 bodů
3. Daniel Sordo, Marc Marti - Citroën C4 WRC - 64 bodů
4. Jari-Matti Latvala, Miikka Antiila - Ford Focus RS WRC '09 - 41 bodů
5. Petter Solberg, Phil Mills - Citroën Xsara/C4 WRC - 35 bodů
6. Henning Solberg, Cato Mekerud - Ford Focus RS WRC '08 - 33 bodů
7. Matthew Wilson, Scott Martin - Ford Focus RS WRC '08 - 28 bodů
8. Sebastien Ogier, Julien Ingrassia - Citroën C4 WRC - 24 bodů
9. Federico Villahra, Jorge Perez Companc - Ford Focus RS WRC '08 - 16 bodů
10. Conrad Rautenbach, Daniel Barritt - Citroën C4 WRC - 9 bodů

### Týmy
1. Citroën Sport - 167 bodů
2. Ford M-Sport - 140 bodů
3. Stobart Ford M-Sport - 80 bodů
4. Citroën Sport Junior - 47 bodů
5. Munchi's Ford WRT - 23 bodů

### Produkční šampionát
1. Armindo Araújo - Mitsubishi Lancer Evo IX - 42 bodů
2. Martin Prokop - Mitsubishi Lancer Evo IX - 39 bodů
3. Nasser Al-Attiyah - Mitsubishi Lancer Evo X - 31 bodů
4. Patrik Sandell - Škoda Fabia S2000 - 30 bodů
5. Toshihiro Arai - Subaru Impreza STi N14 - 25 bodů

### Juniorský šampionát
1. Martin Prokop - Citroën C2 S1600 - 46 bodů
2. Michal Kosciuszko - Suzuki Swift S1600 - 42 bodů
3. Aaron Burkart - Suzuki Swift S1600 - 39 bodů
4. Kevin Abbring - Renault Clio R3 - 27 bodů
5. Hans Weijs jr. - Citroën C2 S1600 - 26 bodů